# Hikaru//
政井光（1987年7月2日—），藝名Hikaru（舊藝名Hikaru//），日本富山市出身的女性歌手。曾隸屬於SPACE CRAFT。日本前音樂團體Kalafina成員之一。2018年10月20日退社。2018年11月5日開設個人推特帳號。
於2019年11月1日至2022年10月31日，以H-el-ical//名義加入「一二三」事務所，並展開個人活動。2022年11月1日至2023年3月移籍Okuruto Noboru，現隸屬於自由身。

## 略歷
- 自第二首單曲《sprinter/ARIA》開始加入Kalafina。
- kalafina解散後，於2019年加入「一二三」事務所[4]。
- 2020年正式以H-el-ical//名義出道，並於5月20日發售單曲《Altern-ate-》。[5]

## 作品

### 以Hikaru(kalafina)名義
作為Hikaru(kalafina)的活動，詳可參考kalafina。

#### 單曲
- sprinter/ARIA（2008年7月30日）
- fairytale（2008年12月24日）
- Lacrimosa（2009年3月4日）
- storia（2009年7月1日）
- progressive（2009年10月28日）
- 光の旋律（2010年1月20日）
- 輝く空の静寂には（2010年9月15日）
- Magia（2011年2月16日）
- to the beginning（2012年4月18日）
- moonfesta～ムーンフェスタ～（2012年7月18日）
- ひかりふる（2012年10月24日）
- アレルヤ（2013年10月2日）
- 君の銀の庭（2013年11月6日）
- heavenly blue（2014年8月6日）
- believe（2014年11月19日）
- ring your bell（2015年5月13日）
- One Light（2015年8月12日）
- blaze（2016年8月10日）
- into the world / メルヒェン（2017年4月5日）
- 百火撩乱（2017年8月9日）

#### 專輯
- Seventh Heaven（2009年3月4日）
- Red Moon（2010年3月17日）
- After Eden（2011年9月21日）
- Consolation（2013年3月20日）
- THE BEST 「Red」及「Blue」（2014年7月16日）
- far on the water（2015年9月16日）

### 以H-el-ical//名義

#### 單曲
| 編號 | 發售日         | 標題             | 規格編號   | 規格編號  | Oricon排名 |
| 編號 | 發售日         | 標題             | 初回限定盤 | 通常盤    | Oricon排名 |
| ---- | -------------- | ---------------- | ---------- | --------- | ---------- |
| 1st  | 2020年5月20日  | Altern-ate-      | GNCA-0612  | GNCA-0613 | 9位        |
| 2nd  | 2020年11月18日 | disclose         | GNCA-0629  | GNCA-0630 |            |
| 3rd  | 2021年11月3日  | The Sacred Torch | GNCA-0643  | GNCA-0644 |            |
| 4th  | 2022年1月26日  | JUST DO IT       | GNCA-0641  | GNCA-0642 |            |

## 外部連結
- 官方网站 （日語）
- 官方网站 （日語）
- Hikaru//的X（前Twitter）